# Đầm Ao Châu
Đầm Ao Châu nằm trên địa bàn thị trấn Hạ Hòa và các xã Y Sơn, Ấm Hạ và Phụ Khánh trực thuộc huyện Hạ Hòa, tỉnh Phú Thọ, cách thị xã Phú Thọ 35 km, cách thành phố Việt Trì 60 km. Đầm Ao Châu được coi là một Hạ Long trên đất Phú Thọ.

## Giới thiệu
Đầm Ao Châu nằm trên địa bàn thị trấn Hạ Hòa và các xã Tứ Hiệp và Ấm Hạ thuộc huyện Hạ Hoà, tỉnh Phú Thọ, nằm bên tả ngạn sông Hồng. Đầm Ao Châu được coi là một Hạ Long trên đất Phú Thọ, có diện tích mặt nước khoảng 2 km² và có tới khoảng 100 hòn đảo lớn nhỏ được bao phủ một thảm thực vật đa loài dày đặc và phong phú, đỉnh cao nhất cao tới 177m so với mặt biển (so với mặt nước hồ chỉ cao khoảng 30m), cùng với 99 ngách nước đan cài vào các khe núi. Đáng chú ý là mực nước trong hồ luôn có độ sâu khoảng 3m, có nơi sâu tới 35m và quanh năm không bị cạn. Nhờ vậy, mặt nước Ao Châu trong xanh, không bị ô nhiễm và có nhiều thủy tộc sinh sống: giải, rùa vàng, ba ba... Đặc biệt, nhân dân địa phương còn trồng nhiều loại cây ăn quả như: mít, bưởi, nhãn, vải, khế... khiến cho Ao Châu càng trở nên hấp dẫn.
Giữa đầm Ao Châu có một trại giam các phạm nhân, hiện nay không còn phạm nhận, trước kia lưu giữ khoảng một ngàn phạm nhân, cơ sở sắp chuyển giao cho tỉnh khai thác du lịch.
Khách đi thuyền còn được ghé thăm Đài thờ để thờ các bậc anh linh với tấm đại tự "Từ hàng quảng tế" (ý nghĩa: con thuyền từ luôn tế độ rộng rãi cho con người và các sinh linh thoát khỏi những cái xấu và được tốt đẹp hơn). Trong đền có câu đối: "Quảng đại độ sinh siêu khổ ải, Từ bi giáo dưỡng thoát mê tân" (ý nghĩa: Rộng lượng độ cho mọi người và mọi sinh linh thoát khỏi bể khổ, tế độ giúp đỡ mọi người và mọi sinh linh thoát khỏi biển khổ; Lòng thương xót của các bậc anh linh dạy dỗ cho mọi người thoát khỏi bến mê sang bờ giác). Quả đồi chọn để xây đài có thế đất đẹp về phong thủy: hai bên có các dải đồi khác, trước mặt có bình phong và có 5 cửa nước tụ về hợp lại, xa xa về phía sau có dãy núi cao.
Ao Châu có điều kiện rất thuận lợi để phát triển thành khu du lịch sinh thái với các loại hình du lịch như: nghỉ dưỡng, bơi thuyền, câu cá, leo núi. Đây là một tiềm năng du lịch hấp dẫn và đầy triển vọng của huyện Hạ Hòa. Đến Hạ Hòa bạn còn có thể thăm khu du lịch sinh thái Ao Giời - Suối Tiên (cách 15 km) và Đền Mẫu Âu Cơ (cách 10 km) cùng nằm bên hữu ngạn sông Hồng.
Du khách có thể đi bằng đường bộ, đường sắt hoặc đường thủy tới Ao Châu đều thuận lợi. Theo đường sắt, Ao Châu nằm trên tuyến đường Hà Nội - Lào Cai. Theo đường bộ, thắng cảnh này nằm trên trục quốc lộ số 2 nối thủ đô Hà Nội với các tỉnh phía Tây Bắc. Ao Châu cách thị xã Phú Thọ 50 km, cách thành phố Việt Trì 70 km. Trên các bản đồ du lịch của Việt Nam đều có ghi địa danh du lịch Đầm Ao Châu.
Đến thi trấn Hạ Hòa du khách phải thuê thuyền máy để đi du lịch, thuyền chở khoảng 20 người, thời gian kéo dài khoảng 3 giờ. Giữa hành trình du khách được lên thăm đài thờ Từ hàng quảng tế và khu vực trại giam phạm nhân.

## Tham khảo

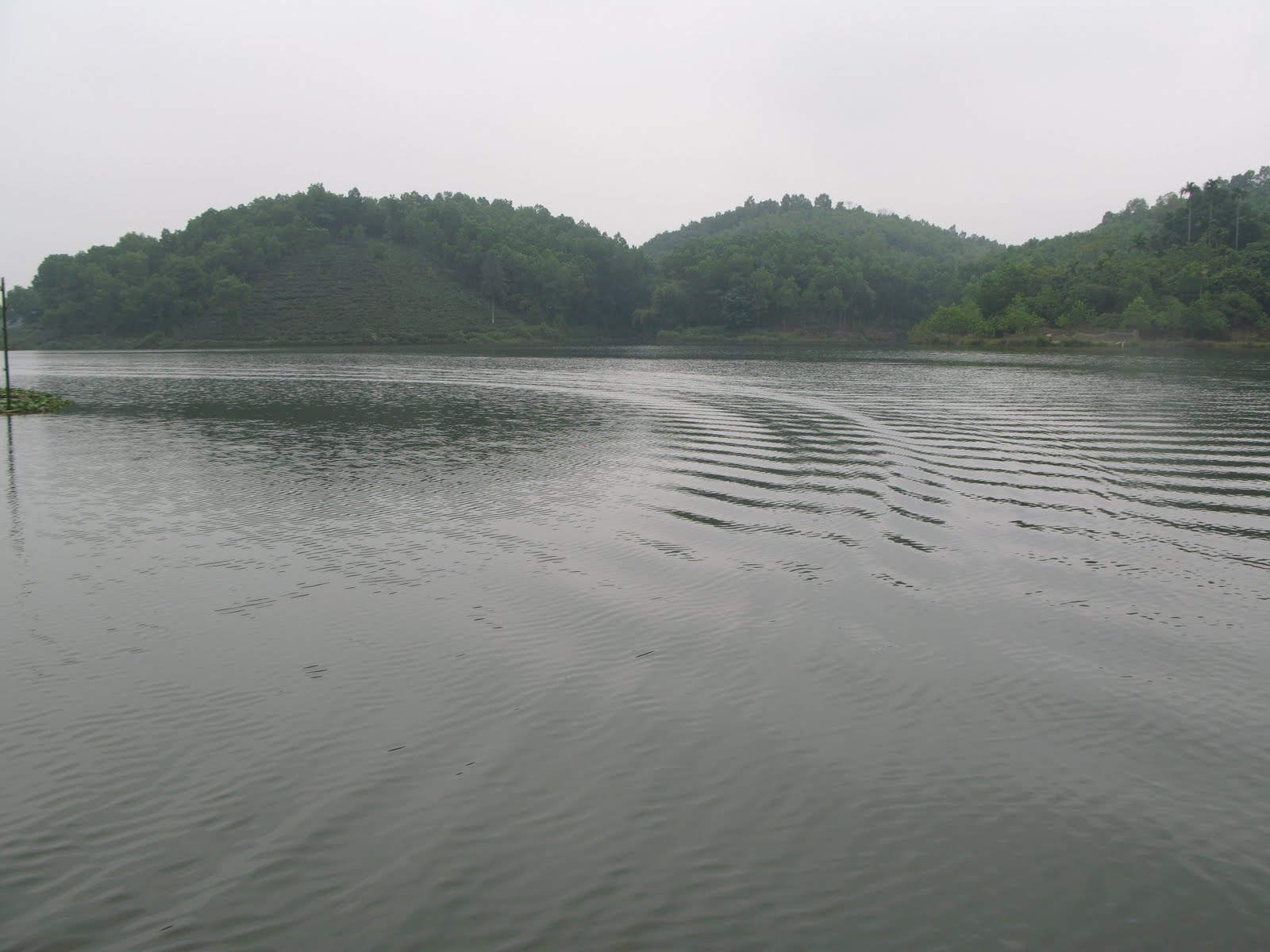
Cảnh non nước
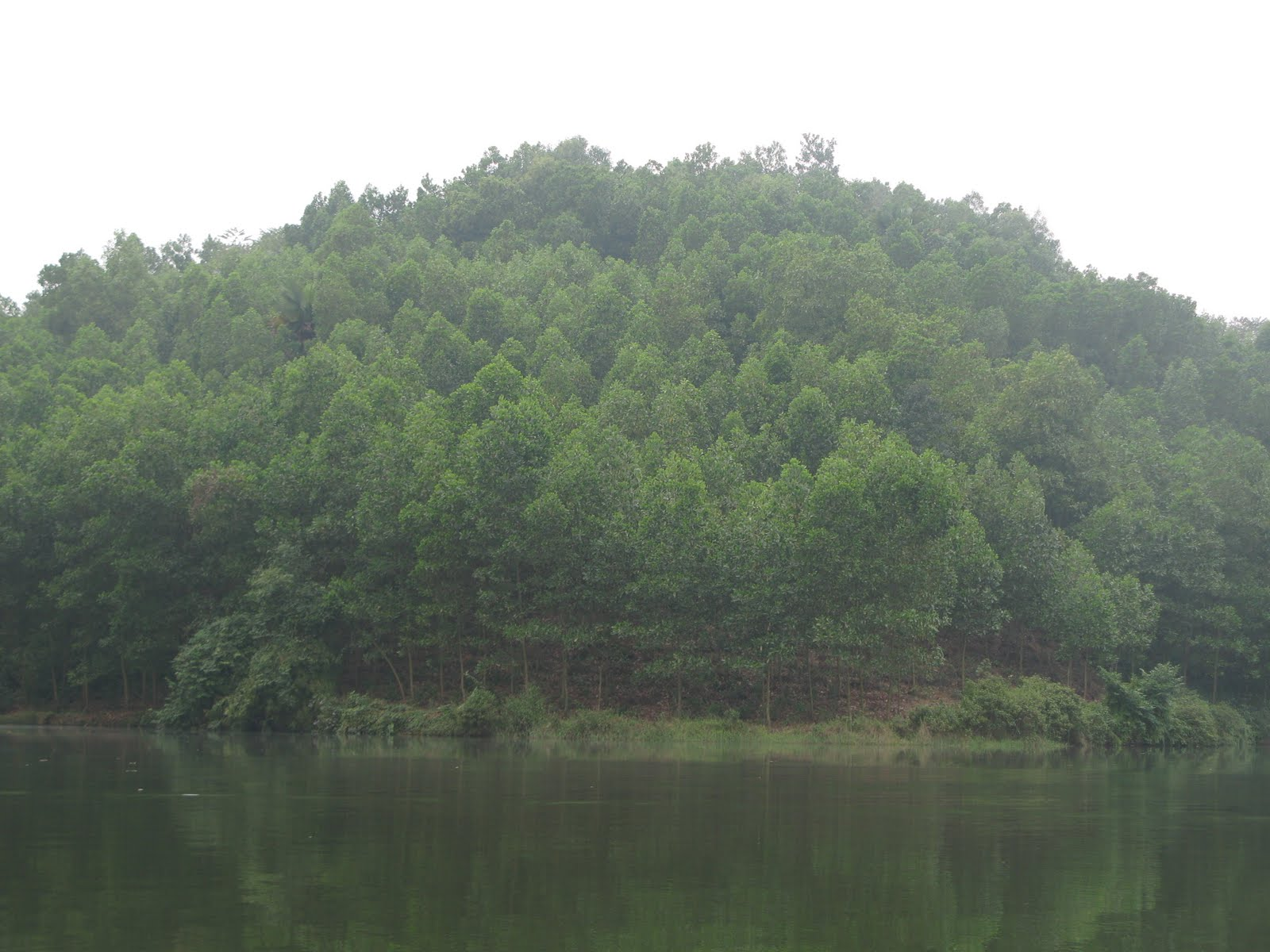
Một hòn đảo trong đầm
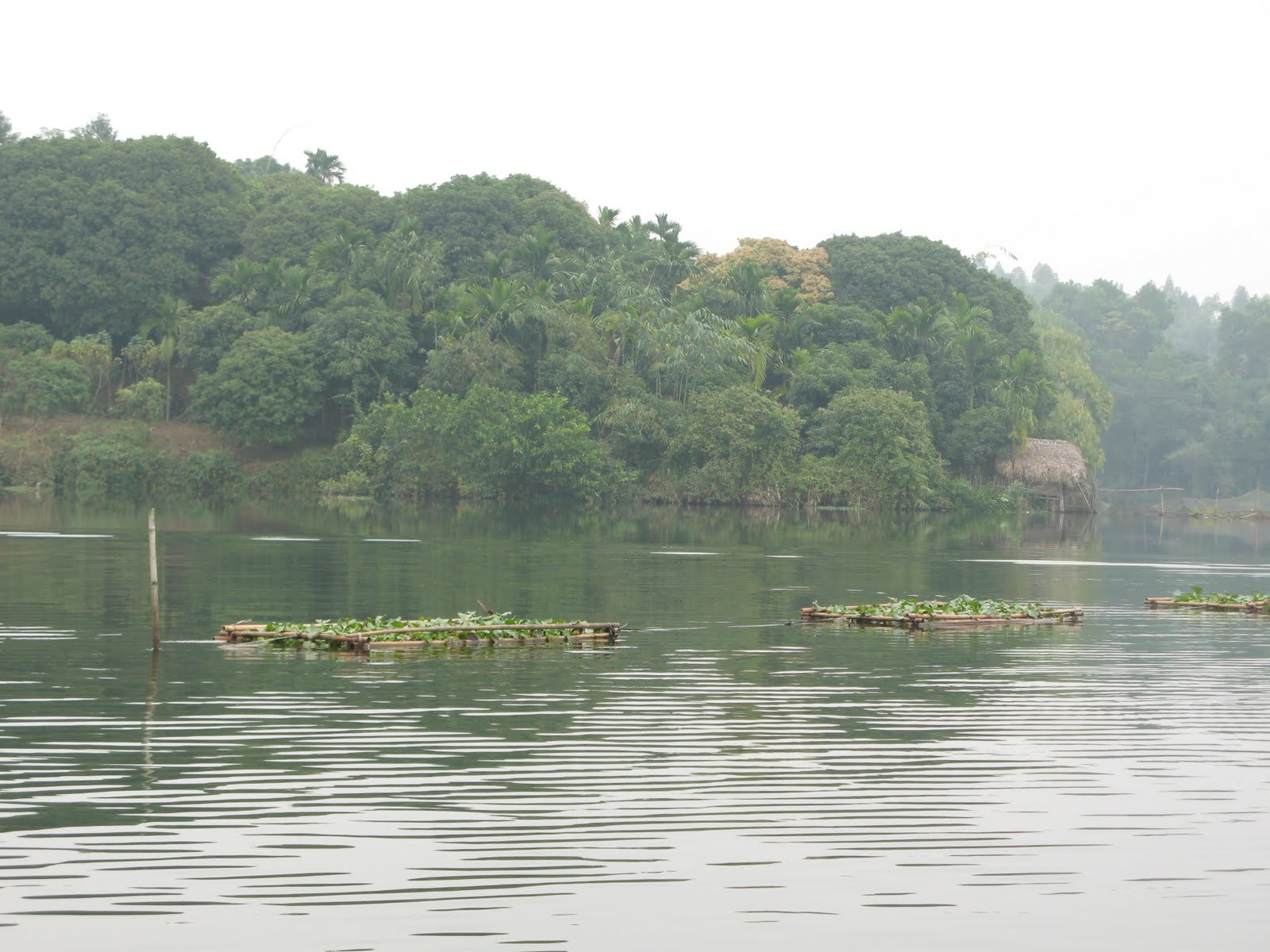
Dân nuôi cá lồng trên mặt đầm
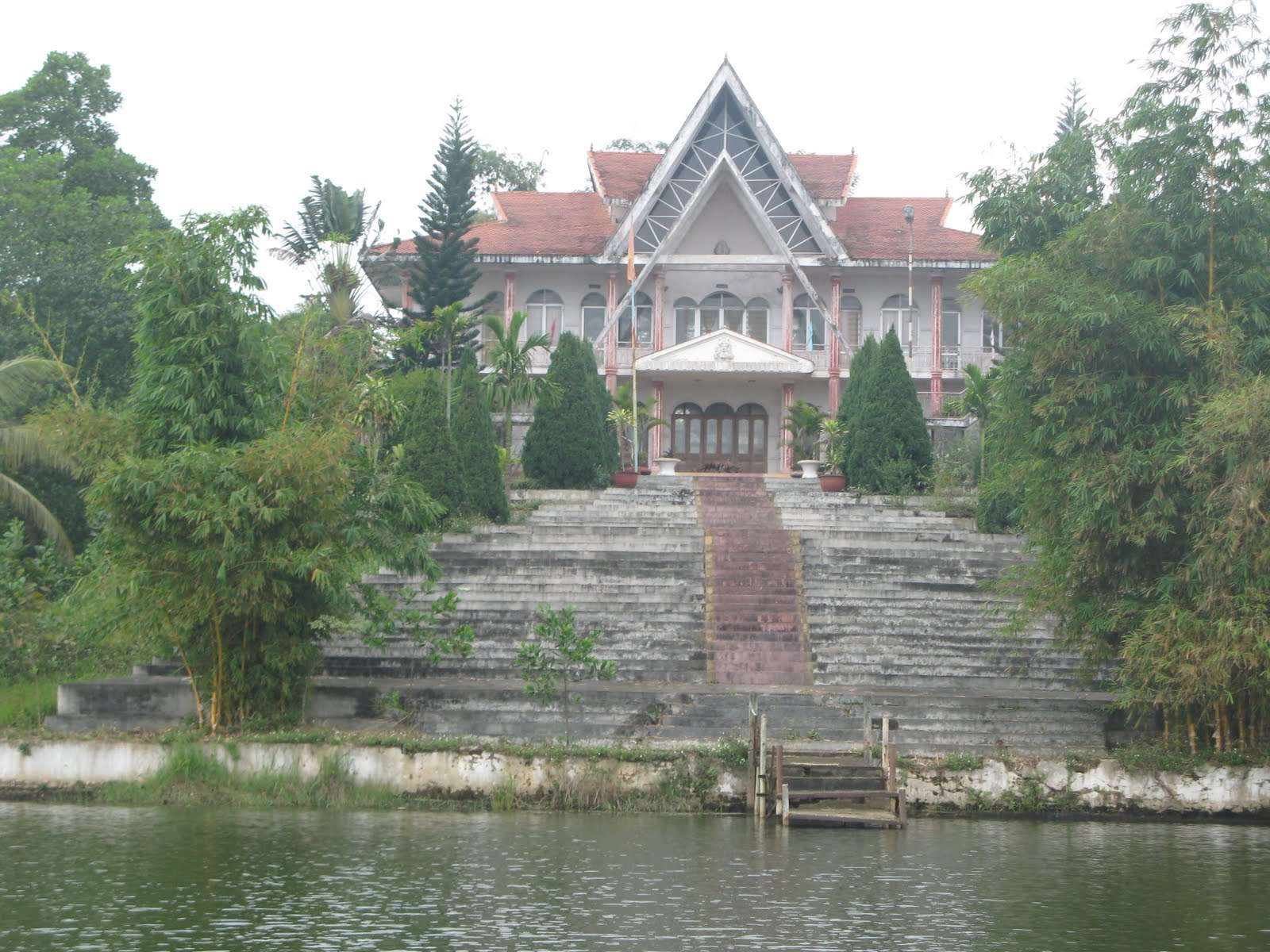
Nhà quản lý Trại giam trên một hòn đảo
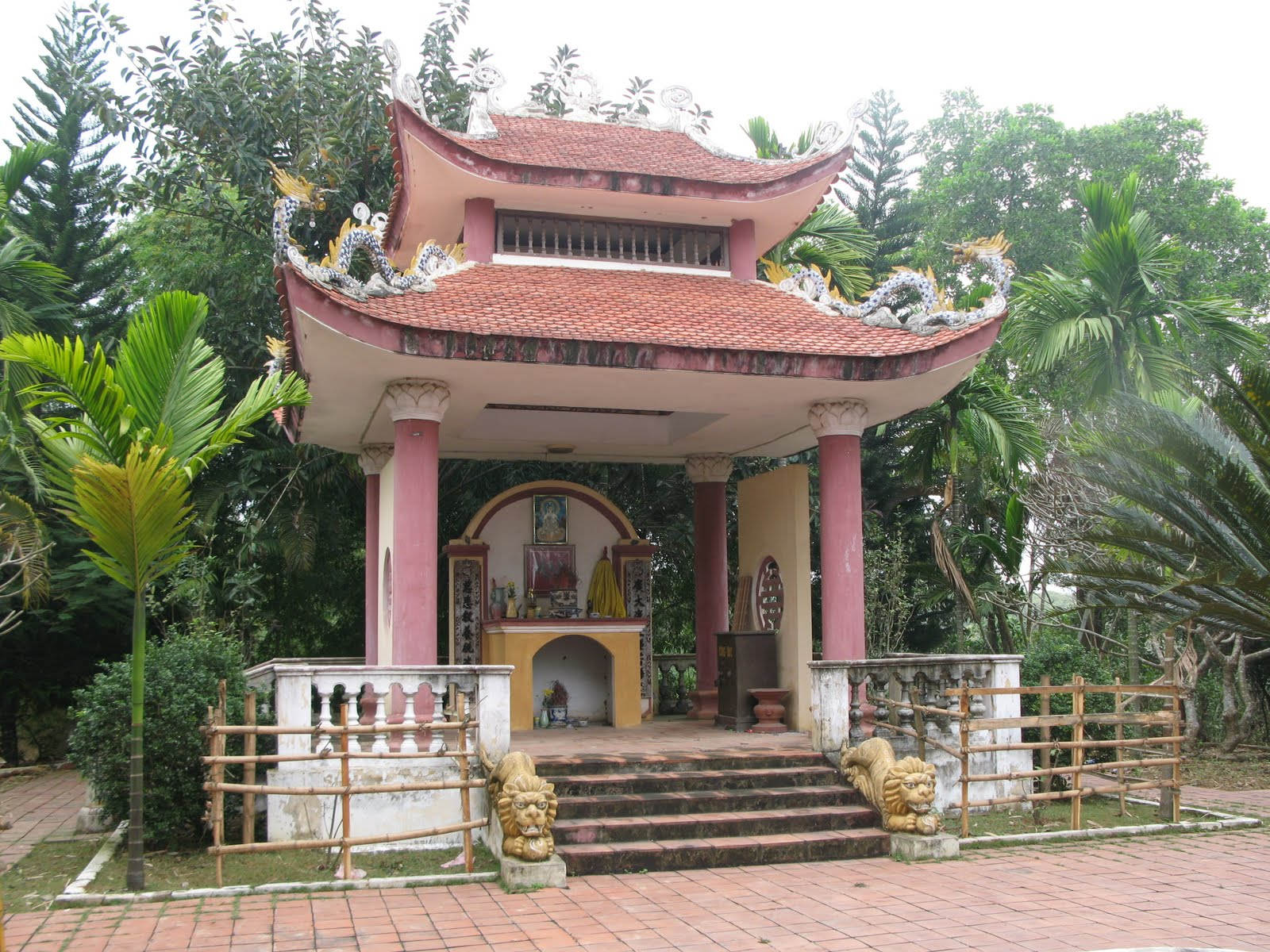
Đài thờ các bậc anh linh
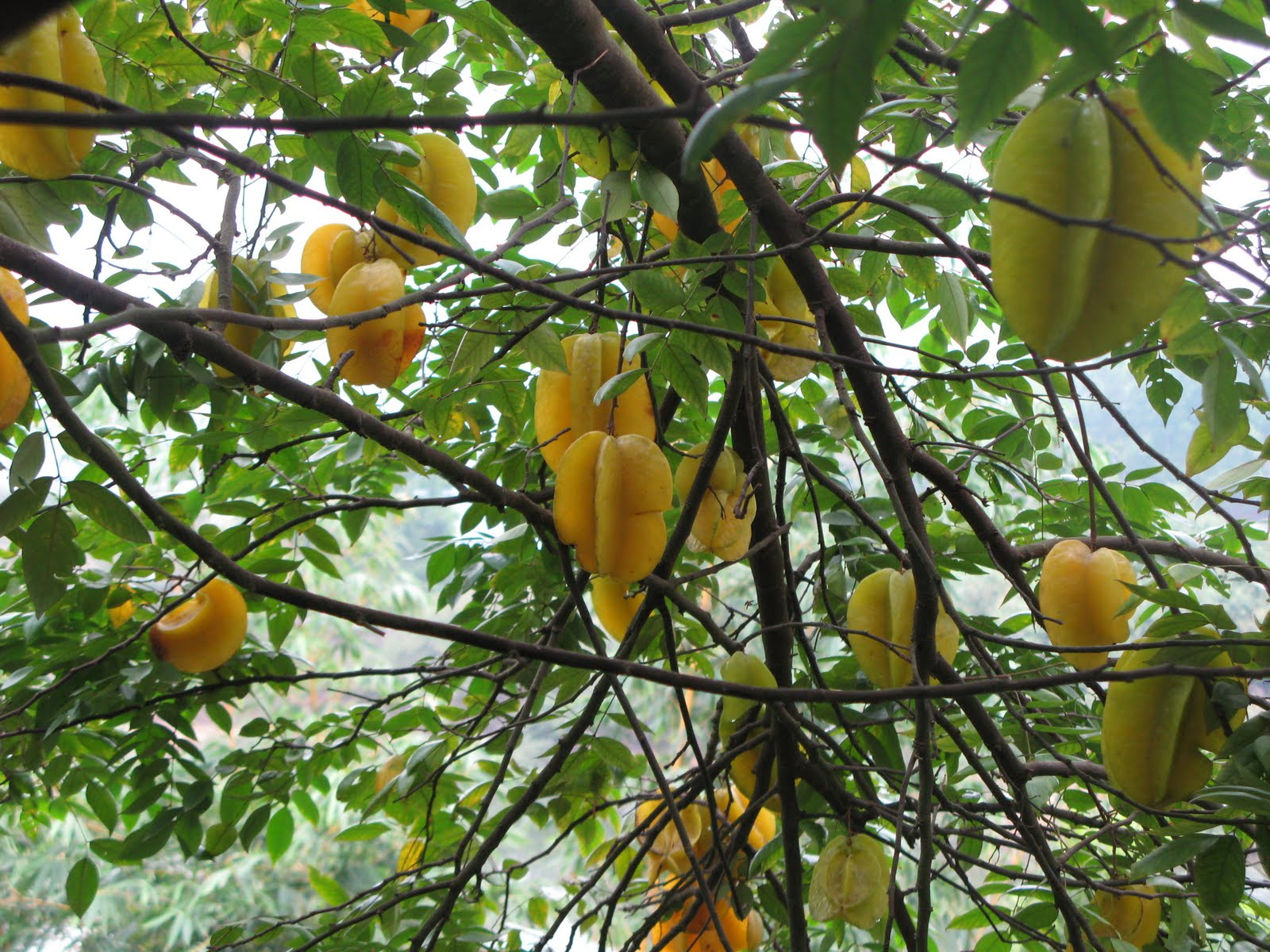
Khế trồng trên đảo
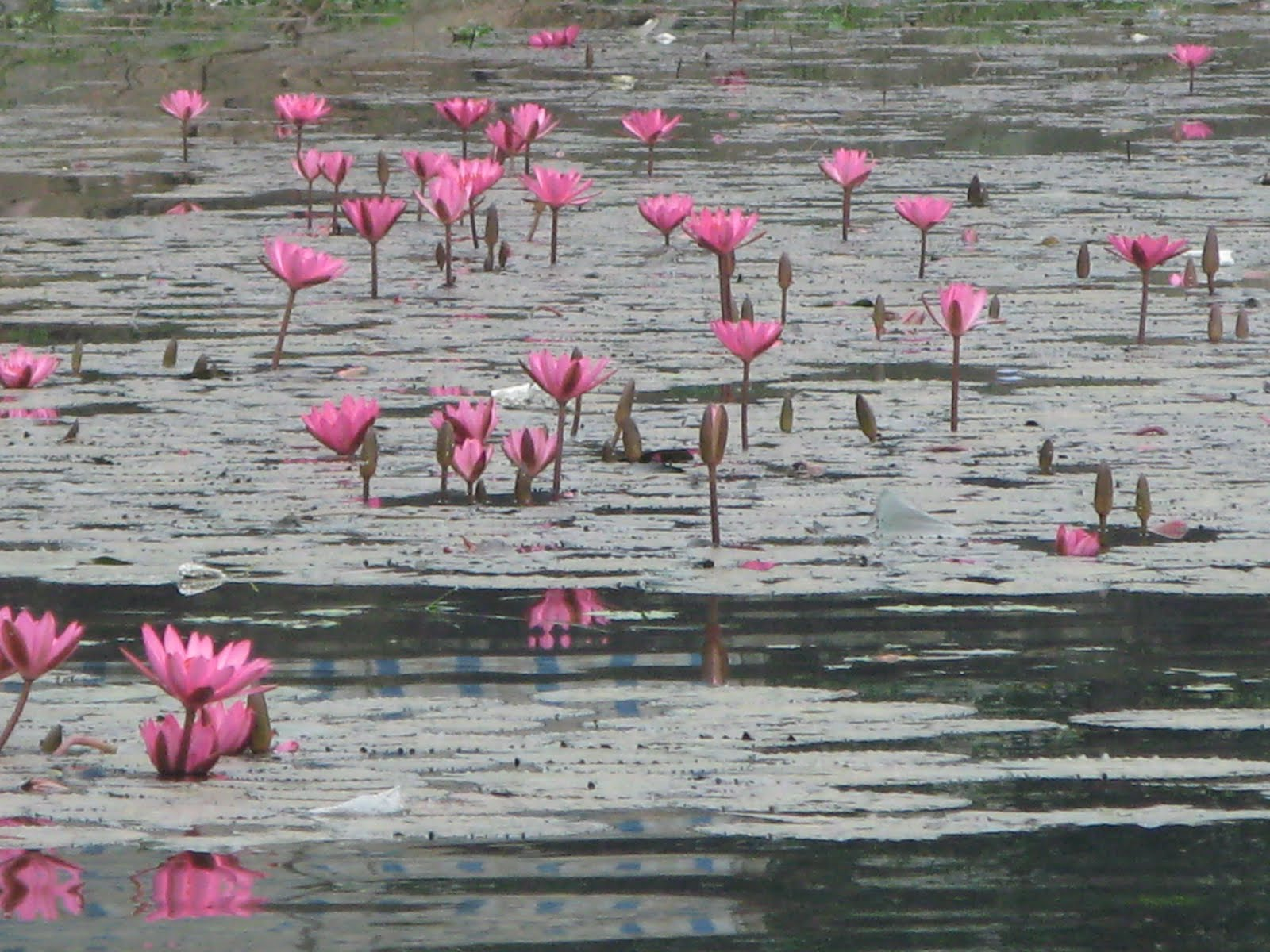
Hoa súng trên đầm
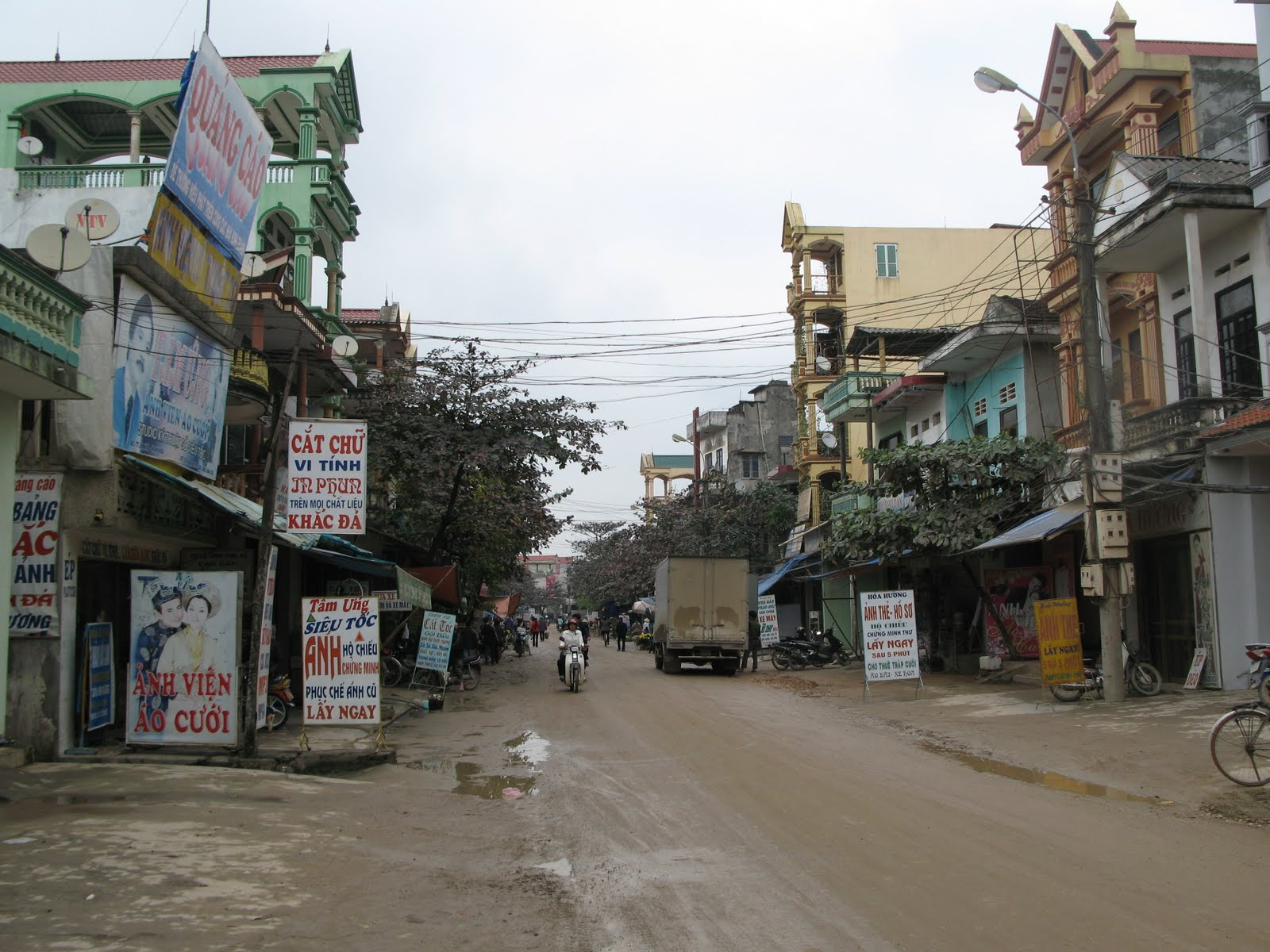
Thị trấn Hạ Hòa

## Vị trí Địa lý
Đầm Ao Châu có toạ độ: 21°34′37″B 105°0′47″Đ / 21,57694°B 105,01306°Đ